# Československá basketbalová liga 1970/1971
1. basketbalová liga 1970/1971 byla v Československu nejvyšší ligovou basketbalovou soutěží mužů, v ročníku 1. ligy hrálo 12 družstev. Slavia VŠ Praha Autoškoda získala titul mistra Československa,  Zbrojovka Brno skončila na 2. místě a NHKG Ostrava na 3. místě. Z ligy sestoupila tři družstva. Ze třech nováčků Baník Ostrava skončil na 6. místě, sestoupili Bohemians Praha a Inter Bratislava. Dále sestoupil Baník Handlová..
Konečné pořadí:
1. Slavia VŠ Praha (mistr Československa 1971) – 2. Zbrojovka Brno  – 3. NHKG Ostrava – 4. Sparta Praha – 5. Dukla Olomouc  – 6. Baník Ostrava  – 7. RH Pardubice – 8. Iskra Svit  – 9. Baník Prievidza  – další 3 družstva sestup z 1. ligy:   10. Baník Handlová – 11. Bohemians Praha – 12. Internacionál Slovnaft Bratislava

## Systém soutěže
Všech dvanáct družstev odehrálo dvoukolově každý s každým (zápasy doma – venku), každé družstvo odehrálo 22 zápasů.

## Konečná tabulka 1970/1971
| Poř. | Tým              | Z  | V  | P  | Skóre     | Body |
| ---- | ---------------- | -- | -- | -- | --------- | ---- |
| 1.   | Slavia VŠ Praha  | 22 | 19 | 3  | 2123:1632 | 41   |
| 2.   | Zbrojovka Brno   | 22 | 19 | 3  | 1988:1774 | 41   |
| 3.   | NHKG Ostrava     | 22 | 14 | 8  | 1895:1749 | 36   |
| 4.   | Sparta Praha     | 22 | 12 | 10 | 1845:1724 | 34   |
| 5.   | Dukla Olomouc    | 22 | 12 | 10 | 1967:1856 | 34   |
| 6.   | Baník Ostrava    | 22 | 11 | 11 | 1768:1733 | 33   |
| 7.   | RH Pardubice     | 22 | 10 | 12 | 1934:1983 | 32   |
| 8.   | Iskra Svit       | 22 | 10 | 12 | 1731:1755 | 32   |
| 9.   | Baník Prievidza  | 22 | 10 | 12 | 1732:1931 | 32   |
| 10.  | Baník Handlová   | 22 | 9  | 13 | 1654:1764 | 31   |
| 11.  | Bohemians Praha  | 22 | 5  | 17 | 1632:1993 | 27   |
| 12.  | Inter Bratislava | 22 | 1  | 21 | 1538:1966 | 23   |

## Sestavy (hráči, trenéři) 1970/1971
- Slavia VŠ Praha:  Jiří Zídek,  Jiří Zedníček, Robert Mifka, Jiří Růžička, Karel Baroch, Jiří Ammer, Jiří Konopásek, Jan Blažek, Jaroslav Kovář, Sako, Tomáš, Sýkora. Trenér Jaroslav Šíp
- Spartak Brno ZJŠ: Jan Bobrovský, Jiří Pospíšil, Novický, Kovařík, Šrámek, Jiří Balaštík, Vítek, Vlk, Kratochvíl, Vladimír Padrta, David, Bílý. Trenér Radoslav Sís
- NHKG Ostrava:  Vlastimil Hrbáč, Pavel Škuta, Zdeněk Konečný, Janál, Terč, Rôhrich, Milan Kostka, Dostál, Krajč, Sehnal, Nevřela, Buryan, Schneider. Trenér Jan Kozák
- Sparta Praha: Zdeněk Douša, Jan Mrázek, Jan Strnad, Petr Kapoun, Silvestr Vilímec, František Babka, Milan Korec, Ladislav Nenadál, Josef Klíma, L. Špelina, J. Khýn. Trenér Ladislav Šenkýř
- Dukla Olomouc: Pavel Pekárek, Zdeněk Hummel, Dzurilla, Kos, Tóth, Hradec, Dvofák, Č. Lacina, Suchánek, Záthurecký, Loydl, Koči, Vlk. Trenér Drahomír Válek
- Baník Ostrava: Jambor, Cvrkal, Házel, Wrobel, Svoboda, Heinecke, Vocetka, Ďuriš, Salich, Kraváček, Elbel, Maňák, Sanetřík, Rymel. Trenér Luděk Heinz
- RH Pardubice: Milan Voračka, Kamil Brabenec, Formánek, Skřivánek, Maršoun, Pěnčík, Málek, P. Kovář, J. Kovář, Hrubý, Kasal, Sýkora, Valenta. Trenér Luboš Bulušek
- Iskra Svit: Jozef Straka, Jaroslav Beránek, Rudolf Vraniak, Maurovič, Preisler, Gustáv Hraška, Setnička, Brychta, V. Konvička, Karol Horniak, Hanzlík, Rác. Trenér Pavel Antal
- Baník Prievidza:  Ňuchalík, Ivan Chrenka, Palkovič, Dubovec, Michalik, Milota, Maresch, Peter Chrenka, Zuzánek, Kmeť, Vlčko, Štanga, Huliak. Trenér Š. Košík
- Baník Handlová: Boris Lukášik, Malárik, J. Lacina, Mikuláš, Bačík, Štembera, Lovík, Bohunovský, Chrenko, Šuba, Štroffek, Žídek. Trenér Dušan Lukášik
- Bohemians Praha:  Kolář, Fryč, J. Žák, Kotásek, Bendl, Rittenauer, Janout, Šedivý, Blank, Konečný, Přibyl, Michl, Dohnal, Bartošek. Trenér V. Nejedlý
- Internacionál Slovnaft Bratislava: Gabáni, Bahník, P.Rosiva, Horňanský, Navrátil, Fabula, Wágner, Tvarožka, Žiak, Blaikovič, Kacera, Sabol. Trenér K. Klementis.

## Zajímavosti
- Slavia VŠ Praha v Poháru evropských mistrů 1970/71 skončil na 4. místě, odehrál 12 zápasů (7-5, 1021-938), v semifinále v semifinále prohra s CSKA Moskva (83-68, 67-94).
- Dukla Olomouc v Poháru vítězů pohárů 1970/71, odehrála 4 zápasy (1-2, 1 nerozhodně, skore 317-309), vyřazena v osmifinále od KK Zadar, Jugoslávie (85-85, 61-66).
- Vítězem ankety Basketbalista roku 1970  byl Jiří Zídek.
- „All Stars“ československé basketbalové ligy – nejlepší pětka hráčů basketbalové sezóny 1970/71: Jiří Zídek, Jiří Zedníček, Jan Bobrovský, Jiří Pospíšil, Karel Baroch.